# 提摩太·占士·麥克維
提摩太·占士·麥克維（英語：Timothy James McVeigh，1968年4月23日—2001年6月11日）是策劃1995年4月19日奧克拉荷馬城爆炸的主謀，被控違反11項美國聯邦法律，最終被執行注射死刑。奧克拉荷馬城爆炸成為九一一袭击事件發生之前被認為是美國史上最大型及嚴重的本土恐怖主義襲擊。他也是自1963年之後首個由美國聯邦政府處決的罪犯。

## 生平
提摩太·占士·麥克維出生在一個在紐約州西面近水牛城的天主教家庭裡，雖然他的姓氏看來是愛爾蘭姓，但他並不是一個很恪守愛爾蘭傳統的人。在他十歲那年父母離異，麥克維和他的兄弟姐妹跟他的父親（虔誠的天主教徒）居住。麥克維在《時代雜誌》的訪問中表明了他的宗教信仰。《衛報》報導麥克維曾經寫過一封自稱是不可知論者的信，但沒有公開過任何信件的真跡，也沒有任何實質證據。麥克維在死前不久，接受了一個羅馬天主教司鐸的傅油聖事，而被關期間他也定期見神父，不過他希望將信仰內容保密。
麥克維曾自稱自己是在學校被欺凌的目標。麥克維後在當地一間公立高中畢業。數年後，他在1988年5月加入了美國陸軍。
麥克維是一名受勳的老兵，曾經參與過海灣戰爭，並且獲得銅星勳章。他在軍中也是一名神槍手，在美國第一步兵師服役時，曾在M2戰車的25毫米機關炮射擊上取得過最高分。他曾經在沙漠風暴行動前於肯薩斯州服役。他的上司與伙伴都認為他是一個模範軍人。在肯薩斯州，他完成了初級領袖訓練課程 (PLDC)，這是一個美國陸軍在晉升軍士前必要完成的課程。他一向希望加入綠扁帽部隊（美軍特種部隊其中之一），但因為在五公里的長途跋涉中得了腳瘡，所以在第二天就退出了。在這次「失敗」後，他決定離開美軍，于1991年12月31日退役。
在1992年離開軍隊後，麥克維的生活方式變得愈來愈短暫性，他在家鄉當過一陣子的保安。在1995年奧克拉荷馬城爆炸前的數月，他回到他從前駐軍地方的附近。麥克維是美國共和黨的黨員，也是美國步槍協會的會員，根據估計智力商數約有126。

## 爆炸
提摩太·占士·麥克維把自製的炸彈放在租來的貨車上，而炸彈內有5000磅（2300公斤）能用作肥田料的硝酸銨鹽，和一種爆炸性的燃料。
提摩太·占士·麥克維把貨車駛到奧克拉荷馬城的聯邦大樓外，檢察官說麥克維在設定計時炸彈後就離開了貨車。在早上9時02分，一個巨大的爆炸令大樓的整個北座倒塌，167人死亡，850人受傷。第168名死者是一個救援工人，他被一塊掉下來的碎片壓死。有不少死者及傷者是大樓地下日間託管的小孩。（後來，麥克維沒有對爆炸案表示後悔，但他說如果他知道那裡有日間託管中心，他或會選擇別的襲擊對象）
根據奧克拉荷馬城的紀念館，超過300幢建築物被損毀，包括艾爾弗雷德·P·默拉聯邦大樓的三分之一，超過12000志願者幫助救援工作。

## 被捕、審訊與判刑
聯邦調查局在廢墟中發現一個車子的後軸，並透過序號，知道它來自那一間貨車租賃公司。該租車公司的職員幫助聯邦調查局畫了化名「kling」的犯人的拼圖，拼圖即日公開，而麥克維下榻的酒店的經理立刻認出了他。
在爆炸後不久，當提摩太·占士·麥克維在I-35公路上駕駛的時候，被高速公路巡警Charles J.Hanger截停；並被控車子沒有車牌及運送武器。三天後，麥克維雖然已經在牢裡，他被認為是全國最高通緝犯。
1995年8月10日，麥克維被控11項控罪，包括陰謀使用大殺傷力武器、使用大殺傷力武器、以爆炸品作出毀壞、和八項一級謀殺控罪。1995年10月20日，政府提出執行死刑的要求。
提摩太·占士·麥克維要求他的律師使用「必須性」來替他辯護，聲稱襲擊聯邦大樓，是他對美國政府在德州的大衛教派事件的合理回應。律師在庭上播放了該事件一套非常具爭議性的影片作為辯論的一部份。
1997年6月2日，提摩太·占士·麥克維的11項控罪全部成立。同年6月13日，同一群陪審團認為麥克維應該接受死刑。美國司法部只能就八個聯邦公職人員的死提出訴訟，而不能對其餘160個死者的死提出，因為那是奧克拉荷馬州的職權範圍內。在麥克維被判刑後，奧克拉荷馬州就沒有再為160名死者控告麥克維，因為他已經被判死刑。

## 死亡
提摩太·占士·麥克維的死刑執行因上訴而推遲。在1999年3月8日，他的最後一次上訴被美國最高法院駁回。
在行刑前一天，提摩太·占士·麥克維遨請了加州指揮家大卫·伍达德為他演奏了一曲安魂曲，他也要求跟一個天主教神父見面。合唱團演唱的時候，聽眾包括了第二天行刑時會在場的所有人。麥克維選了英國詩人威廉·歐內斯特·亨利的詩「Invictus」作為他的遺言。他的最後晚餐包括兩品脫的薄荷巧克力冰淇淋。
2001年6月11日早上7時他在美国印第安纳州接受了注射死刑。當時他已經放棄了所有上訴，但沒有交代原因。終年33歲。麥克維的死刑是1963年之後第一次由聯邦政府控告且執行的。
死後他的遺體被火葬，骨灰交由他的律師散落在沒有公開的地點。

## 襲擊意圖
蒂莫西·詹姆斯·麦克维被捕时身穿T恤的正面印着林肯的头像和“Sic semper tyrannis（这就是暴君的下场）”，T恤的反面印着托马斯·杰斐逊的格言：“Tree of liberty must be refreshed from time to time with the blood of patriots and tyrants.（自由之花需要经常用爱国者和暴君的鲜血来浇灌。）”
很多人認為麥克維是一個反政府的激進主義者，並且有很長的活命主義背景。他也經常引用富爭議性小說《透納日記》（The Turner Diaries）的句子，該小說描述了很多恐怖襲擊，而小說第61页和62页的影印件在麥克維的車上被發現，它們描述對美國首都的襲擊。
麥克維在行刑前對一本叫《美國恐怖份子》的書透露，他曾經在戰爭的第一天砍掉一個伊拉克士兵的頭，並且大肆慶祝。後來他被指派去對降兵行刑，感到很震驚。在爆炸後的訪問中，麥克維說自己的反政府思維在海灣戰爭中就開始醞釀。有很多人對此作出質疑，因為麥克維曾經希望加入美軍特種部隊。